# تالی-سیزا
تالی-سیزا (به لاتین: Tally-Syza) یک منطقهٔ مسکونی در روسیه است که در باشقیرستان واقع شده‌است.